# Гіпотези прауральської батьківщини

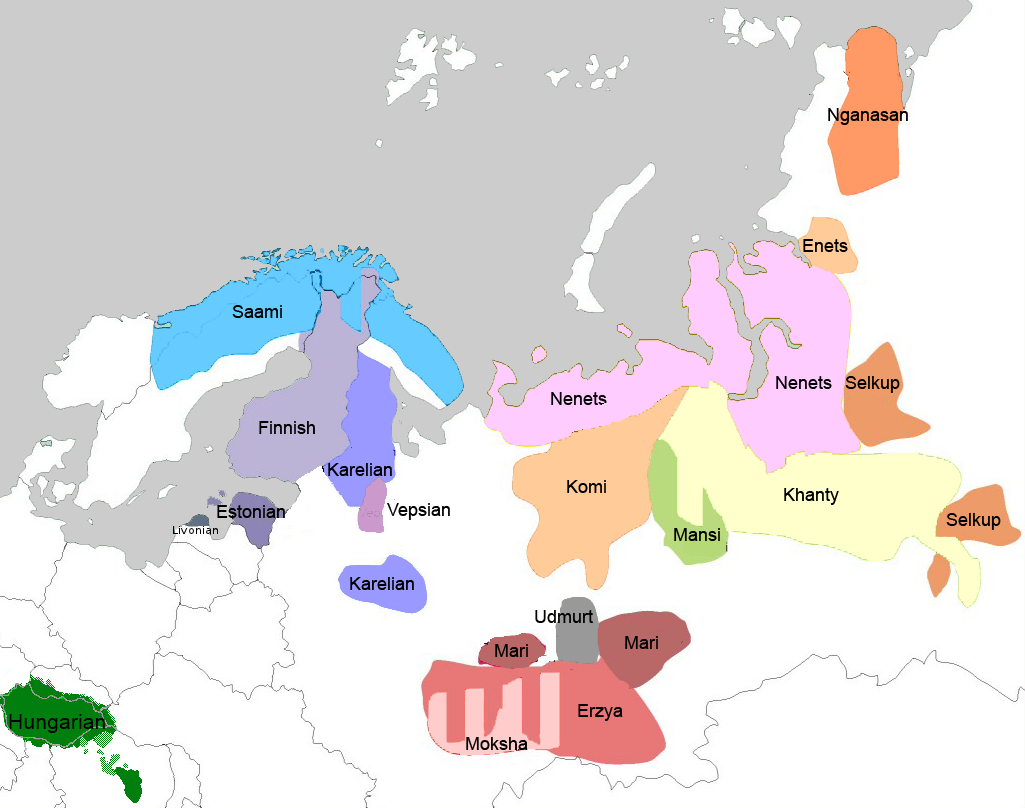
Сучасний розподіл уральських мов

Прабатьківщина народів уральської мовної сім'ї — сукупність гіпотез про походження уральських мов і їх спільній батьківщині (нім. Urheimat). Дослідження, що ставлять своєю метою знайти місце зародження прауральської мови, активно проводяться з середини XX століття.

## Історія питання
Протягом багатьох років різними дослідниками «пропагувалися» різні гіпотези про походження уральських мов, місцезнаходження їх батьківщини (Urheimat) та період, протягом якого люди говорили прауральською мовою.

### Європейська і сибірська гіпотези
Прабатьківщина народів уральської мовної сім'ї згідно з багатьох гіпотез була розташована поблизу Уральських гір: або на європейській, або на сибірській стороні хребта. Основна причина подібного припущення полягало в тому, що прасамодійська мова перша відокремилась від основної гілки; оскільки нинішня межа між самодійською та угорської гілками знаходиться в районі Західного Сибіру, передбачалося, що тут також відбувся і первісний розкол.
Однак, сьогодні відомо, що на угорських мовах раніше говорили і на європейській стороні Уралу — тому «європейська» батьківщина є настільки ж імовірною. В останні роки також стала затверджуватися версія про те, що на фонологічній основі найстаріший розкол відбувся не між самодійськими та фінно-угорськими мовами, а між фінно-пермськими і мовними групами угро-самойців. Крім того, до початку XXI століття вже протягом досить тривалого часу дослідниками не було представлено жодних нових аргументів на користь «сибірської» батьківщини.
Як європейські, так і сибірські пропозиції про батьківщину підкріплені палеолінгвістичними свідоцтвами: хоча відповідні семантичні реконструкції не завжди достовірні. «Сибірська прабатьківщина» була підкріплена назвами двох хвойних назв дерев (Abies sibirica і Pinus cembra), хоча обидва ці види досить довгий час були присутні також і в найсхіднішій Європі. «Європейську прабатьківщину» підтримують такі слова як «бджола», «мед», «в'яз» і ряд інших.
Наприкінці XX століття також були представлені свідчення наявності позикових слів: протоіндоєвропейського в протоуральскій мові. Оскільки прабатьківщину протоіндоєвропейської мовної сім'ї рідко зустрічають східніше Уральських гір, то подібні запозичення підтверджують Європу як прабатьківщину уральської мовної сім'ї. Протоуральська, мабуть, розвивалась в контакті з протоарійською. У той же час, більш стара пре-протоуральська мова, мабуть, була все ж родом з Азії, що доводилася на основі її ранніх контактів з юкагирськими мовами і типологічною схожістю з алтайської мовної сім'єю.

### Теорії безперервності
Археологічна спадкоємність довгий час використовувалася як аргумент на користь спадкоємності лінгвістичної — починаючи з уральських досліджень естонських фахівців Пола Ариста і Харрі Мури в 1956 році. Настільки ж тривалий час ця аргументація зазнавала серйозної критики: в дослідженнях пов'язаних з уральської прабатьківщиною незабаром був відзначений той факт, що один і той же аргумент, пов'язаний з «археологічної безперервністю», міг використовувався для підтримки взаємовиключних поглядів.

## Сучасний погляд
Після відхилення лінгвістами археологічної теорії безперервності, виключно лінгвістичні дані дозволили помістити прабатьківщину народів уральської мовної сім'ї у великий район навколо річки Кама — або, в більш загальному сенсі, поблизу «великого вигину Волги» (в районі сучасної Самари) і самих Уральських гір. Розширення зони, де говорили протоуральськими мовами, датується приблизно 2000 років до н. е. (близько 4000 років тому), тоді як більш ранні стадії формування мовної сім'ї відбувалися щонайменше за одне-два тисячоріччя до цього. Так чи інакше, це значно пізніше, ніж передбачалося в попередніх дослідженнях, які слідував висновок про необхідність помістити протоуральську прабатьківщину глибоко в Європу.

### Дані з популяційної генетики
Характерною генетичною особливістю уральських народів є гаплогрупа N1c-Tat (Y-DNA): 63 % фінів, 47 % саамів і 41 % естонців належать саме до цієї гаплогрупи (самодійські народи, в основному, мають більше представників N1b-P43, ніж N1c). Гаплогрупа N виникла в північній частині Китаю близько 20-25 тисяч років тому і поширилася на північ Євразії — через Сибір у Північну Європу. Підгрупа N1c1 часто зустрічається у фіно-угорських народів, N1c2 у самодійських народів. Крім того, рідкість гаплогрупи Z (мтДНК), у саамів, фінів і народів Сибіру, також пов'язана з міграцією уральських народів.